# Bahr el Zeraf
Bahr el Zeraf (arab. بَـحْـر الـزّرَاف) – rzeka w regionie Sudd w Sudanie Południowym, odnoga Nilu. Ma 150 mil (240 km) długości. Powstaje na terenach bagiennych na północ od Parku Narodowego Shambe, wypływając z Nilu Górskiego. Płynie w kierunku północnym, mijając miasto Fangak, a następnie łączy się ponownie z Nilem Górskim, 35 mil (56 km) na zachód od Malakalu. Jest niespławna, ale pozostaje trwale połączona z Nilem Górskim dzięki dwóm przekopom wykonanym w miejscach, gdzie oba cieki wodne płyną blisko siebie.